# Alan fitz Walter
Alan fitz Walter (1140 – 1204) è stato un cavaliere medievale scozzese, grande intendente di Scozia ereditario e crociato.

## Biografia
Alan era il figlio maggiore di Walter fitz Alan, avuto con la moglie Eschyna de Londoniis, di Molla e Huntlaw. Alla morte del padre nel 1177 gli succedette come High Steward of Scotland.
Alan fitz Walter accompagnò Riccardo Cuor di Leone alla Terza crociata, dalla quale tornò in Scozia nel luglio 1191.
Tra il 1179 ed il 1183 fu firmata presso l'abbazia di Melrose una concessione reale per l'abbazia di Kinloss. Tra i garanti vi erano l'abate di Melrose, l'abate di Newbattle, Richard de Morville, connestabile di Scozia, 'Alan, figlio di Walter lo  Steward, e William de Lauder.
Alan fitz Walter divenne patrono dei cavalieri templari e responsabile dell'espansione dell'influenza templare in Scozia.
Appare come garante in altri documenti di Guglielmo il Leone.
Si sposò due volte, la prima volta con Eva, solitamente definita figlia di Sweyn Thor'sson, nonostante alcuni storici mettano in dubbio le sue parentele. Il secondo matrimonio fu con Alesta, figlia di Morggán, Earl di Mar
, da cui ebbe eredi:
- Walter Stewart[6], III Grande intendente di Scozia,  (†1246)
- David[6] († ante 1204)